# Павел Лоскутов
Павел Лоскутов (ест. Pavel Loskutov; Валка, Летонија 2. децембар 1969) је естонски атлетичар чија специјаност је трчање на дуге стазе. 
Највише успеха је постигао у маратону када је на Европском првенству 2002. одржаном у Минхену освојио сребрну медаљу.
Лоскутов је четири пута учествовао у маратонским тркама на Олимијским играма 1996. у Атланти, 200о. у Сиднеју, 2004. у Атини и 2008. у Пекингу, али без значајнијег резултата и пласмана. 
Године 2008. учествовао је на Рига маратону и победио је у полумаратонској трци, где је поставио рекорд стазе са резултатом 1:05:52. 
Лоскутов је виск 1,78 м, а тежак 73 кг.

## Лични рекорди
На отвореном
- 2000 м — 5:13,54 — Валга 13. јуни 1998
- 5000 м — 13:54,87 — Стокхолм 17. јули 2001
- Полумаратон — 1:03:00 — Гетеборг 12. мај. 2001
- Маратон — 2:08:53 — Париз 07. април 2002

У дворани
- 3000 м — 8:37,54 — Талин 11. фебруар 2007